# 小行星5852
小行星5852（英語：5852 Nanette）是一颗围绕太阳公转的小行星。1991年4月19日，卡罗琳·舒梅克、大衛·李維在帕洛马山发现了此天体。
这颗小行星的绝对星等为178.157219020358等。